# 한지은 (레이싱 모델)
한지은(본명: 김민영, 1986년 1월 12일 ~ )은 대한민국의 레이싱 모델이다. 키 168cm 몸무게 48kg

## 방송
- 2007년 - tvN tvNGELS 시즌2
- 2008년 - 온게임넷 나가자 저그 시즌4
- 2009년 - 온게임넷 스타리그

## 경력
- 2017년 서울모터쇼 닛산 포즈모델
- 2016년 서울오토살롱 레이싱모델
- 2015년 서울모터쇼 포드 포즈모델
- 2014년 부산모터쇼 닛산 포즈모델
- 2013년 서울오토살롱 레이싱모델
- 2013년 서울모터쇼 닛산 포즈모델
- 2011년 서울오토살롱 레이싱모델
- 2011년 서울모터쇼 닛산 포즈모델
- 2009년 서울오토살롱 레이싱모델
- 2009년 서울모터쇼 포드 포즈모델
- 2008년 서울오토살롱 레이싱모델

## 수상
- 2014년 - 제3회 한국 레이싱모델 어워즈 최우수 글로벌스타상
- 2013년 - 한국레이싱모델 어워즈 올해의 모터스포츠 베스트모델상
- 2009년 - 서울 오토살롱 CAR&Model Award 금상
- 2009년 - 베스트 레이싱모델 비엘챠퍼스상
- 2008년 - 디카모델어워드 스투닷컴상